# گازپروم آرمنیا
گازپروم آرمنیا (ارمنی: Գազպրոմ Արմենիա) زیرمجموعه شرکت گازپروم در جمهوری ارمنستان می‌باشد. این شرکت در سال ۱۹۹۷ به عنوان پروژه مشترک خط لوله انتقال گاز طبیعی روسی-ارمنستانی افتتاح شد.
این شرکت واردات و توزیع گاز از روسیه به ارمنستان را برعهده دارد.
مدیرکل این شرکت کارن کاراپتیان می‌باشد.
در ژانویه ۲۰۱۴ آلکسی میلر رئیس هیئت مدیره شرکت «گازپروم» روسیه و آرمن موُسسیان وزیر انرژی و منابع طبیعی ارمنستان قرار داد فروش ۲۰ درصد باقیمانده سهام شرکت «های روس گاز آرد» به شرکت «گازپروم» روسیه در چارچوب توافق حاصل شده میان دولت‌های دو کشور را امضا کردند و در نتیجه این معامله شرکت «گازپروم» مالکیت صد درصد سهام شرکت «های روس گاز آرد» ارمنستان را در اختیار گرفت. شرکت «های روس گاز آرد» از این پس تحت نام «گازپروم آرمنیا» به فعالیت خود ادامه خواهد داد.